# Universidad Católica del Táchira
La Universidad Católica del Táchira (UCAT), de carácter privado, se encuentra en el país de Venezuela, en San Cristóbal, capital del estado Táchira.

## Historia
La Universidad Católica del Táchira es una institución de educación superior, nacida de la iniciativa de la Diócesis de San Cristóbal, ante lo que consideraba como la necesidad de contar con este instrumento de la cultura en la región tachirense. La misma recibió el apoyo y el compromiso de la Compañía de Jesús, a través de la Universidad Católica Andrés Bello, quien a los pocos años de haber iniciado sus actividades se lanzó a iniciar la Extensión Táchira, creada por resolución del Consejo Nacional de Universidades de fecha 10 de julio de 1962. La Extensión inició sus actividades el 22 de septiembre de 1962, convirtiéndose en la primera institución de educación superior en el Estado Táchira. 
La autonomía universitaria de la Extensión Táchira de la Universidad Católica Andrés Bello, fue autorizada por decreto de la Presidencia de la República, n.º 1567 de fecha 26 de julio de 1982, publicado en Gaceta Oficial número extraordinario 32.524, disposición legal que da origen a la Universidad Católica del Táchira, la UCAT. 
La recién creada Universidad, con la confianza de la Diócesis de San Cristóbal, siguió contando con la presencia y la dirección de los jesuitas, y se trazó por meta el contribuir a enriquecer a toda Venezuela, ser una Universidad con raíces en la cultura de la región en la que está inserta, teniendo por desafío contribuir eficazmente a su desarrollo y desde ella al desarrollo de Venezuela y de América Latina.
La sede de la Universidad Católica del Táchira se levanta sobre la antigua Loma del Tejar y sobre su nuevo Parque Universitario en la ciudad de San Cristóbal, capital del Estado Táchira y centro de la vida política, económica y cultural de la región. Desde allí, siguiendo la orientación de un proyecto propio de universidad, busca la formación de profesionales e investigadores con calidad humana y académica, comprometidos en el servicio para el logro de una sociedad justa, productiva y solidaria.

## Facultades y Escuelas
Ciencias Jurídicas y Políticas
- Derecho

- Lic. Ciencias Políticas
  - Política Internacional
  - Administración y Gestión Pública
- T.S.U. en Ciencias Penales y Criminalística

Humanidades y Educación
- Biología y Química Integral
- Ciencias Sociales
- Informática y Matemática
- Psicología

Ciencias Económicas y Sociales
- Lic. Contaduría Pública
- Lic. Administración
  - Gerencia de Empresas
  - Gerencia de Recursos Humanos
  - Informática Gerencial
  - Mercadeo

Decanato de Investigación y Postgrado
Extensión Universitaria
Educación Continua
Educación Virtual
- Datos: Q6156406